# Oakley (Kalifornia)
Oakley város az Amerikai Egyesült Államok Kalifornia államában, Contra Costa megyében. Lakosainak száma 43 357 fő (2020. április 1.).

## Népesség
A település népességének változása:

| 2010 | 35 432 |
| 2020 | 43 357 |